# S-Bahn van Hannover
De S-Bahn van Hannover, is een S-Bahn-netwerk in en rond de Duitse stad Hannover, de hoofdstad van Nedersaksen.
Sinds 12 juni 2022 is Transdev de expolitant 

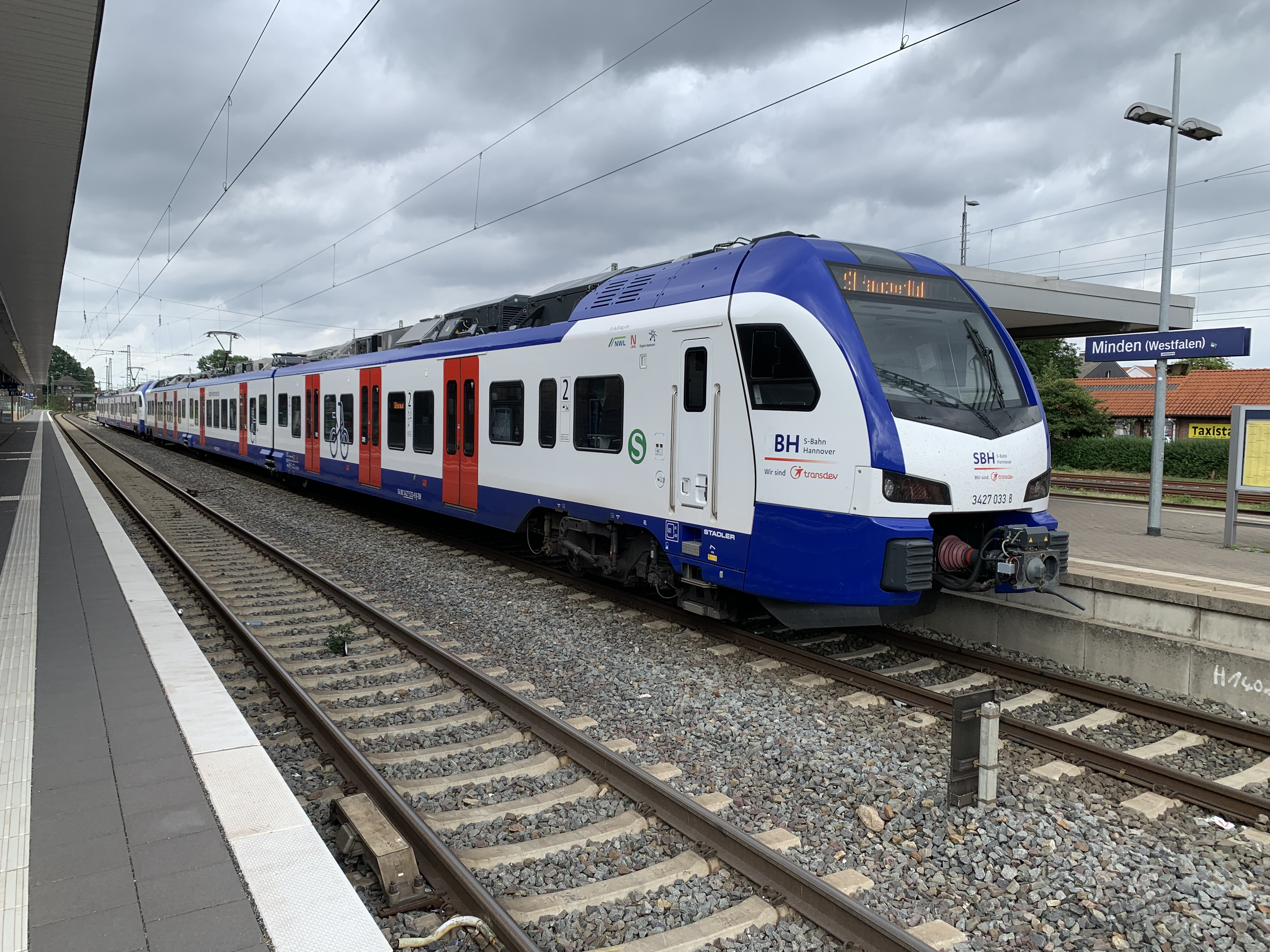
Stadler FLIRT in Transdev Hannover kleuren

De S-Bahn bestaat uit 8 lijnen, die allemaal aansluiten op Hannover Hauptbahnhof. De 8 lijnen hebben gezamenlijk 74 stations en een lengte van 385 km. De lijnen lopen naast in de stad Hannover ook door tot in de volledige Regio Hannover (onder andere Celle, Hildesheim en Hamelen) en zelfs door tot in Noordrijn-Westfalen (onder andere Minden en Paderborn).
Eigenlijk bestaat het net uit 7 lijnen (S1-S7), twee spitslijnen (S21 en S51) voor het ontlasten van S2 en S5 en een grote evenementenlijn (S8). Op de lijnen S4 en S5 rijden niet alle treinen de volledige route.
Sinds de oprichting hebben er 30.900.000 mensen gebruikgemaakt van de S-Bahn.
Te Leinhausen, in het Hannoveraner stadsdistrict Herrenhausen-Stöcken, bevindt zich het uitgestrekte terrein met rangeersporen en onderhoudswerkplaatsen van de S-Bahn van Hannover.  Het was van 1874 tot 1992 in gebruik bij de Deutsche Bahn en haar rechtsvoorgangsters. Sinds 1994 is dit het onderhoudscentrum van de S-Bahn van Hannover.

## Lijnen
| Serie | Treinsoort             | Route                                                                                               | Bijzonderheden                                |
| ----- | ---------------------- | --------------------------------------------------------------------------------------------------- | --------------------------------------------- |
| S1    | S-Bahn (DB Regio Nord) | Minden (Westf) – Haste – Seelze – Hannover Hbf – Weetzen – Barsinghausen – Haste                    |                                               |
| S2    | S-Bahn (DB Regio Nord) | Nienburg (Weser) – Seelze – Hannover Hbf – Weetzen – Barsinghausen – Haste                          | Zondags alleen Nienburg - Hannover            |
| S21   | S-Bahn (DB Regio Nord) | Hannover Hbf – Hannover Bismarckstraße – Weetzen – Barsinghausen                                    | Alleen tijdens de spits                       |
| S3    | S-Bahn (DB Regio Nord) | Hannover Hbf – Lehrte – Hildesheim Hbf                                                              |                                               |
| S4    | S-Bahn (DB Regio Nord) | Bennemühlen – Hannover Hbf – Hannover Bismarckstraße – Hannover Messe/Laatzen – Hildesheim Hbf      | Bennemühlen - Hannover Hbf 2x per uur (ma-za) |
| S5    | S-Bahn (DB Regio Nord) | Hannover Flughafen – Hannover Hbf – Hannover Bismarckstraße – Hamelen – Bad Pyrmont – Paderborn Hbf | Flughafen - Hamelen 2x per uur                |
| S51   | S-Bahn (DB Regio Nord) | Seelze – Hannover Hbf – Hannover Bismarckstraße – Hamelen                                           | Alleen tijdens de spits                       |
| S6    | S-Bahn (DB Regio Nord) | Hannover Hbf – Celle                                                                                |                                               |
| S7    | S-Bahn (DB Regio Nord) | Hannover Hbf – Lehrte – Celle                                                                       |                                               |
| S8    | S-Bahn (DB Regio Nord) | Hannover Flughafen – Hannover Hbf – Hannover Bismarckstraße – Hannover Messe/Laatzen                | Alleen tijdens evenementen                    |